# Іванума

38°6′16″ пн. ш. 140°52′12″ сх. д. / 38.10444° пн. ш. 140.87000° сх. д.
Івану́ма (яп. 岩沼市, いわぬまし, МФА: [iwanuma ɕi̥]) — місто в Японії, в префектурі Міяґі.

## Короткі відомості
Розташоване на півдні префектури. Виникло на базі постоялого містечка на шляху провінції Муцу. Залізничний вузол, місце розвилки залізниць Тохоку та Дзьобан компанії JR. На території міста знаходиться старовинне синтоїстське святилище Такекома, засноване за переказами 842 року. На південному сході розташований аеропорт Сендай. Станом на 1 жовтня 2008 площа міста становила 60,72 км². Станом на 1 січня 2009 населення міста становило 44 541 осіб.

## Міста-побратими
- Napa, США (1973)
- Нанкоку, Японія (1973)
- Обанадзава, Японія (1999)
- Довер, США (2003)